# Astragalus emoryanus
Astragalus emoryanus es una especie de planta del género Astragalus, de la familia de las leguminosas, orden Fabales.

## Distribución
Astragalus emoryanus se distribuye por Estados Unidos (Arizona, Nuevo México, Texas y Utah) y México (Chihuahua, Coahuila, Nuevo León y Tamaulipas).

## Taxonomía
Fue descrita científicamente por (Rydb.) Cory. Fue publicado en Rhodora 38: 406 (1936).
Sinonimia
- Astragalus emoryana Rydb.